# Bombardement d'Israël par l'Irak en 1991

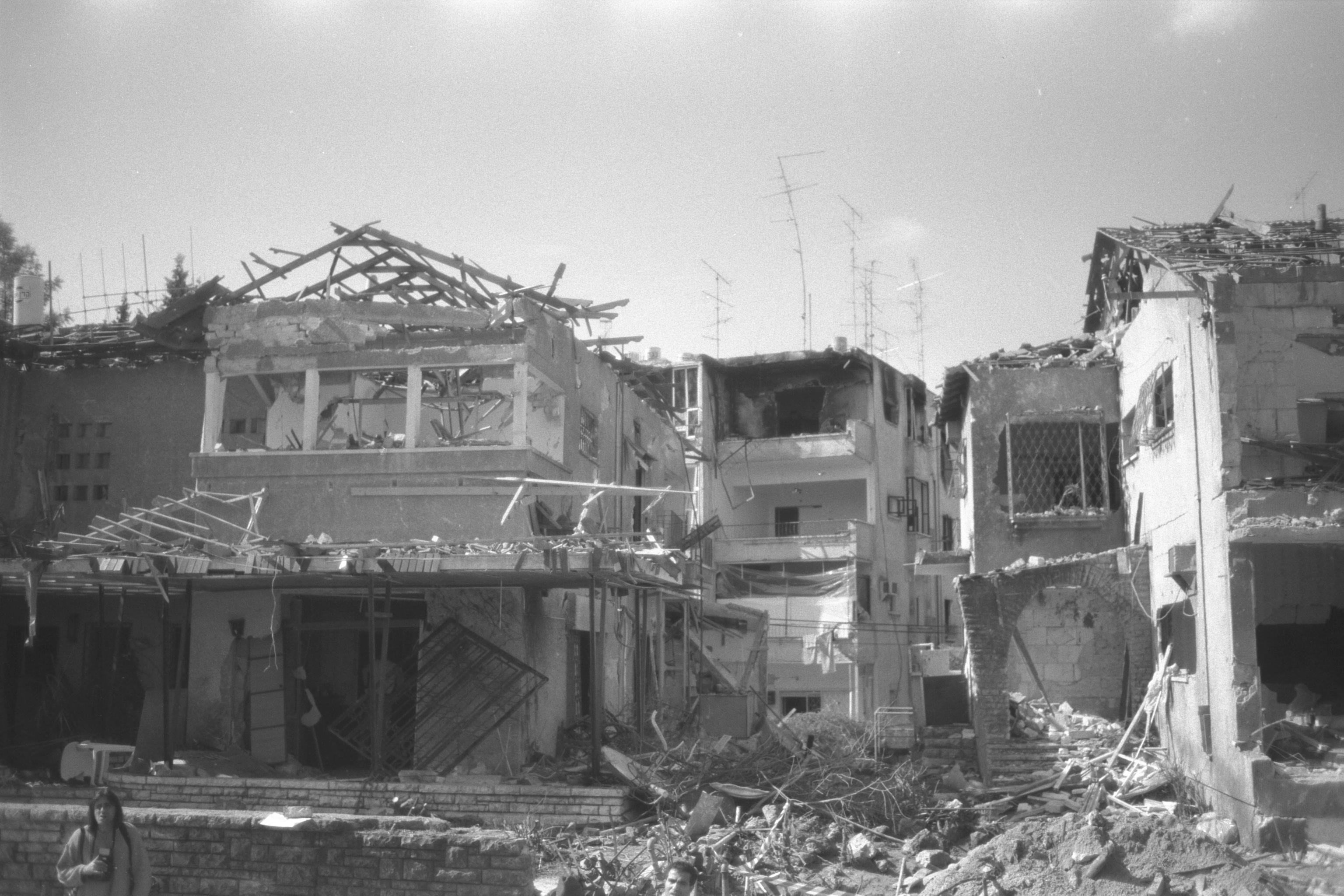
Des maisons détruites par les missiles irakiens.

Le bombardement d'Israël par l'Irak en 1991 était une campagne de bombardement contre Israël du 17 janvier au 28 février 1991, par l'Irak dans une tentative infructueuse de provoquer des représailles israéliennes pendant la guerre du Golfe .

## Les bombardements

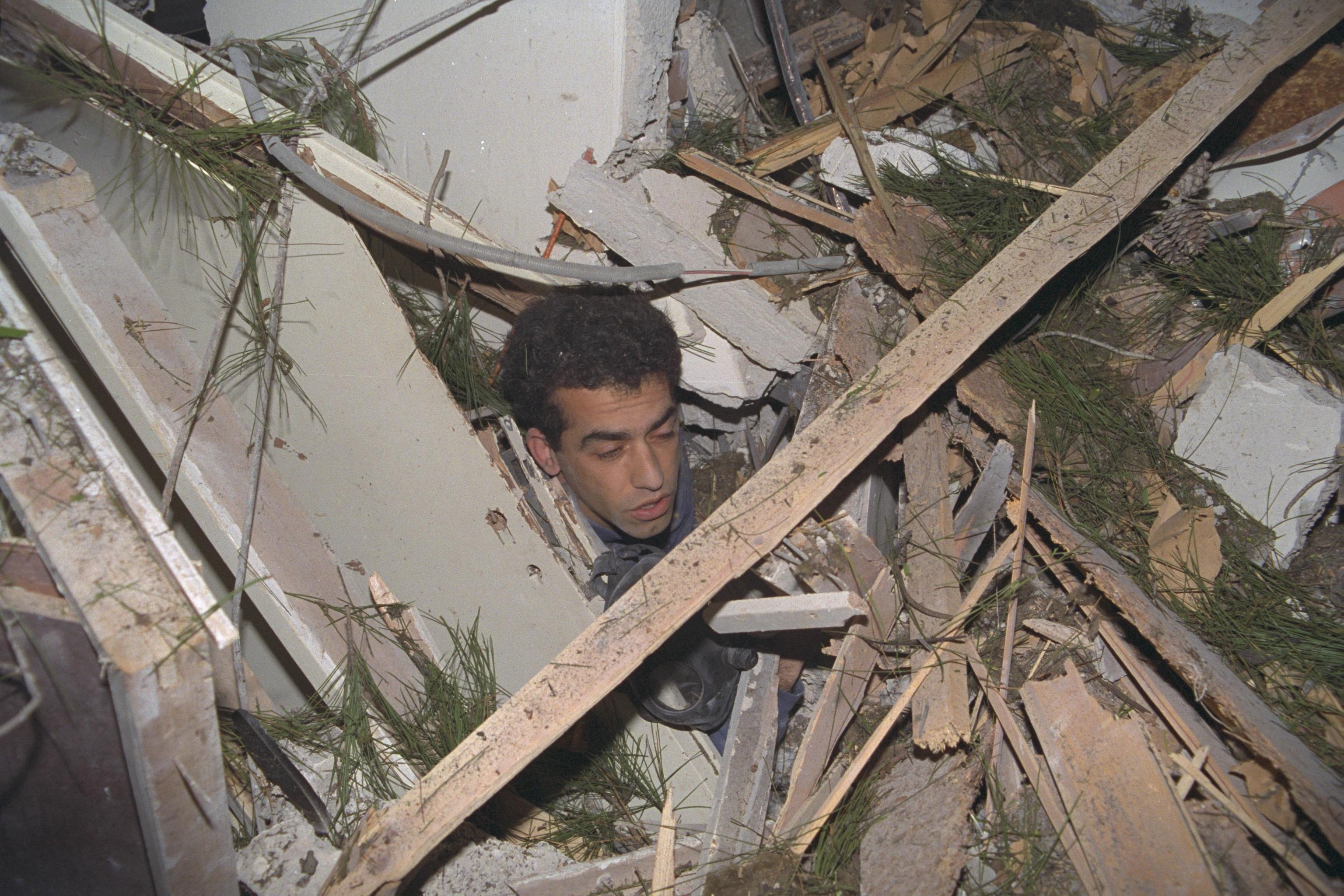
Un survivant dans les décombres de sa maison

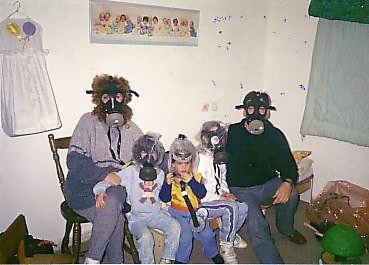
Une famille avec les masques à gaz

39 missiles Al Hussein, basées sur les missiles Scud, explosent dans les centres urbains israéliens. Ces bombardements ont causé la mort de 2 civils et ont fait plus de 230 blessés. 
Selon le Ministère des affaires étrangères israélien, la destruction matérielle s'élève à : « 1302 maisons, 6142 appartements, 23 bâtiments publics, 200 magasins et 50 voitures.»